# Picture archiving and communication system
Pour les articles homonymes, voir Pacs (homonymie).
 (septembre 2008).
Si vous disposez d'ouvrages ou d'articles de référence ou si vous connaissez des sites web de qualité traitant du thème abordé ici, merci de compléter l'article en donnant les références utiles à sa vérifiabilité et en les liant à la section « Notes et références ».

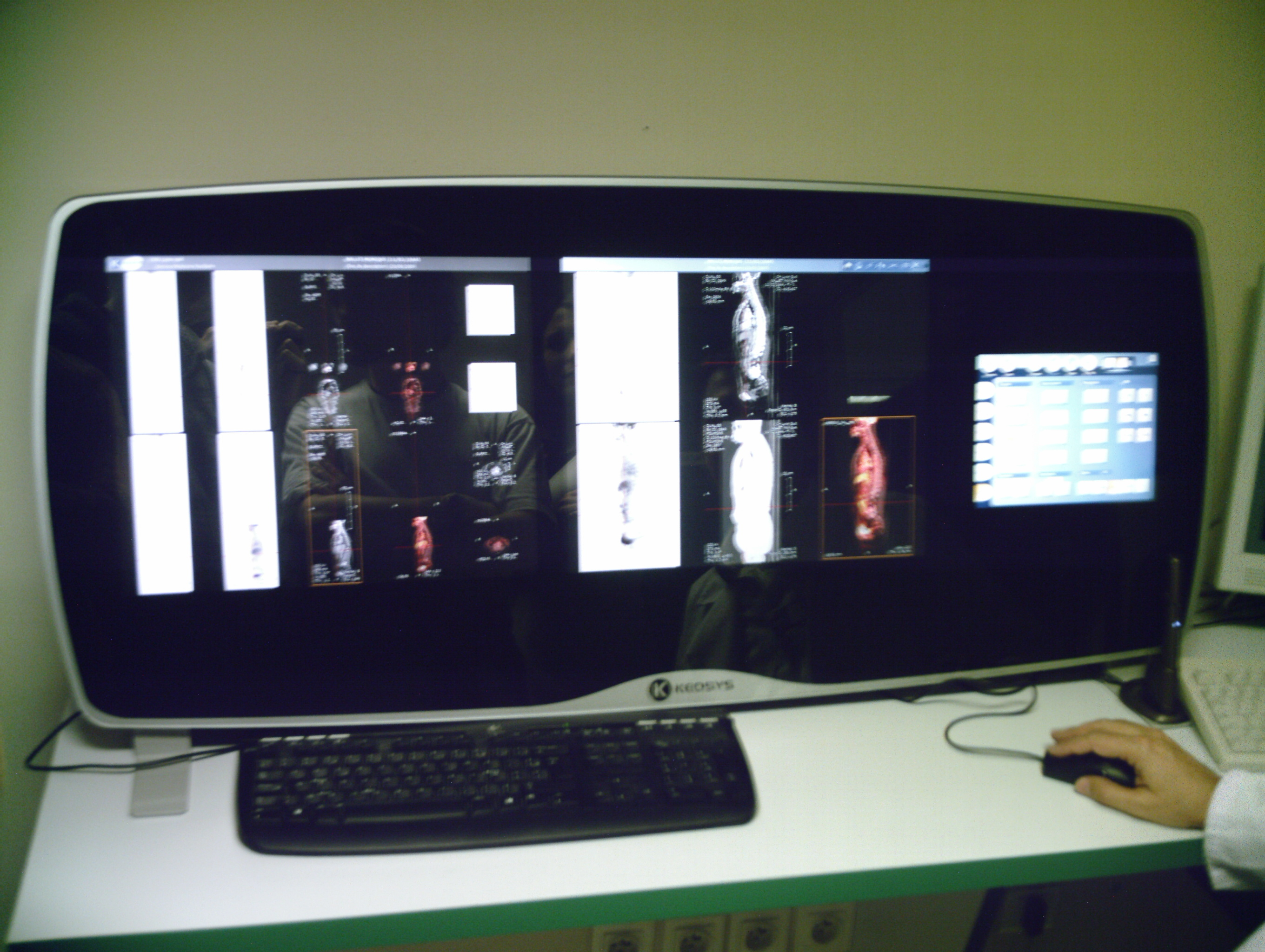
Écran large permettant de consulter les dossiers patients dans un système PACS.

Le PACS (système d'archivage et de transmission d'images, ou Picture Archiving and Communication System en anglais) est un système permettant de gérer les images médicales grâce à des fonctions d'archivage. Il permet la communication via réseau des images (format DICOM) et donc le traitement à distance ou en réseau local avec des ordinateurs disposant de moniteurs à haute définition pour la visualisation des examens effectués en radiologie.
Le PACS est complètement intégré au système d'information de radiologie, abrégé SIR ou RIS pour Radiology information system en anglais.
Le PACS rentre la plupart du temps dans la mise en place des dossiers patients. Un dossier comporte les pièces suivantes :
- le dossier patient en lui-même ;
- le dossier médicament ;
- le dossier administratif ;
- le PACS.